# Yangju
Yangju (Yangju-si; 양주시; 楊州市) è una città della provincia sudcoreana del Gyeonggi.